# Николина Добрева
Николина Трайкова Добрева е българска стопанска деятелка, член на ЦК на БКП.

## Биография
Родена е на 20 април 1924 г. в Пловдив в семейството на тютюноработници. От 1940 г. е член на РМС, а от 1944 г. и на БКП. Работи като работничка в тютюневи складове, а след това започва работа в тютюневата фабрика „Томасян“. През 1948 г. завършва вечерна гимназия. След това е изпратена да учи и завършва за инженер-технолог на тютюневите изделия във Висшия институт по хранително-вкусова промишленост. Започва работа като технолог в ДП „Тютюнева промишленост“, Харманли, а от 1956 г. в ДП „Тютюнева промишленост“ в Пловдив. По-късно работи в цигарената фабрика „Родопи“, където е секретар на заводския партиен комитет. От 1967 г. е директор на фабриката и продължава да е такава след обединяването ѝ през 1969 г. с ДП „Тютюнева промишленост“. През 1967 г. става член на Окръжния комитет на БКП в Пловдив. В периода 25 април 1971 – 4 април 1981 г. е член на ЦК на БКП. По същото време е член на Бюрото на ОК на БКП в Пловдив. Член е на Централния съвет на НАПС, градски съветник в Пловдив. С указ № 860 от 25 април 1972 г. е обявена за герой на социалистическия труд. Награждавана е още с ордените „Народна република България“ – III (1974) и II ст. (1981), „Народна свобода 1941 – 1944 г.“ – II ст. (1969) и други.